# Клеопа (Іліє)

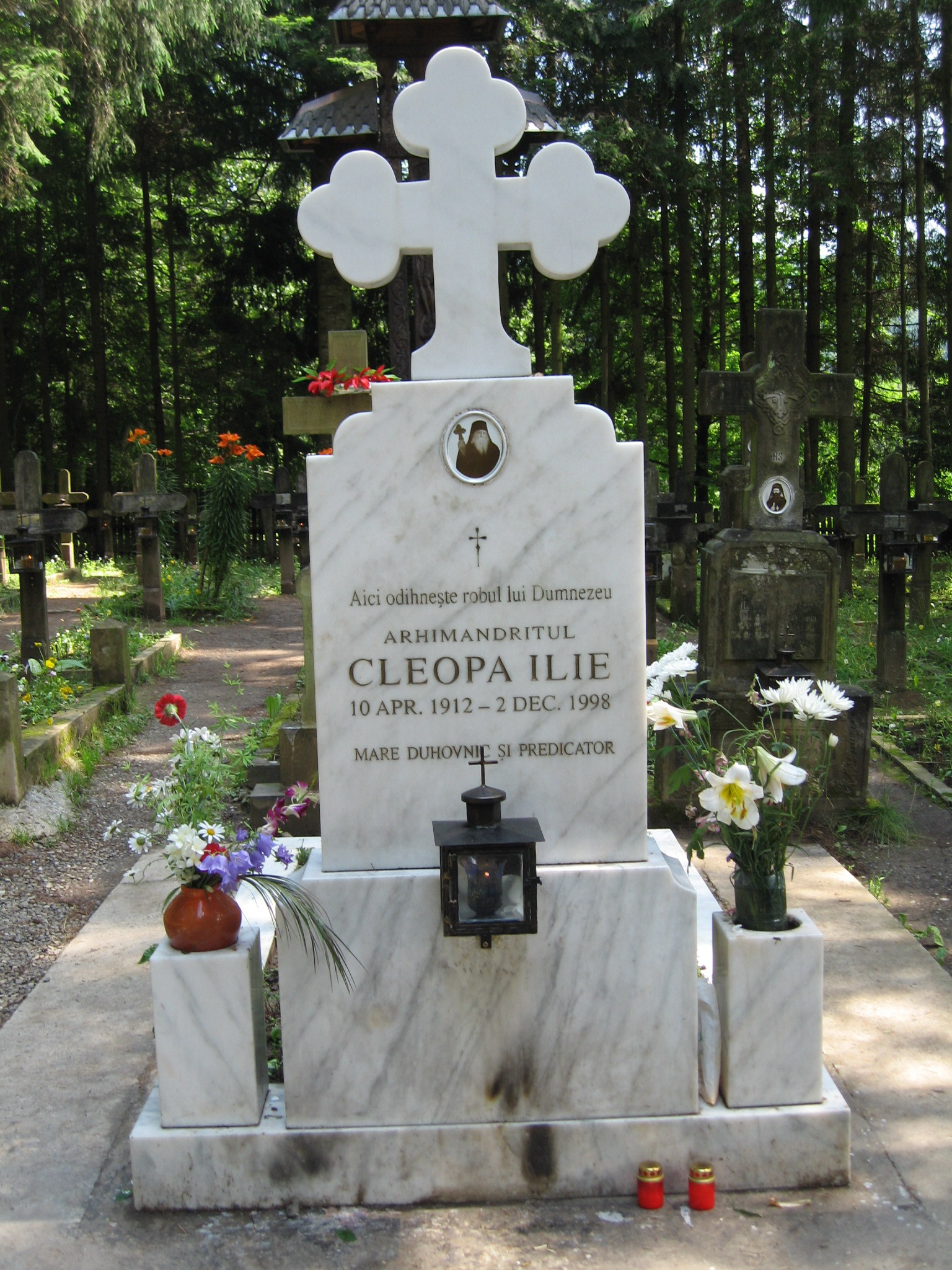
Могила Клеопи Іллі

Архімандрит Клеопа (Іліє) (рум. Cleopa Ilie; нар. 12 квітня 1912 — пом. 2 грудня 1998) — один з найвідоміших в світовому православ'ї румунських старців ХХ століття.

## Життєпис
Він народився в місті Сулиця і походив з віруючої селянської багатодітній сім'ї. Свою дев'яту дитину батьки назвали Костянтином. На духовне формування юнака великий вплив зробив інший румунський подвижник — отець Паїсій (Олару), колишній духівником родини. Ранні роки провів випасаючи овець неподалік від свого майбутнього місця подвижництва — монастиря Сіхастрія, що на північному заході Румунії.
У 1929 році разом з двома братами прийшов на послух в цю обитель, де через сім років прийняв чернечий постриг. Молодому монаху було доручено послух пастуха, який він з любов'ю ніс кілька років. Цей послух також послужив і для внутрішнього виховання, адже Клеопа мав можливість вправлятися в смиренні, молитві і мовчанні. До того ж навколишня природа Карпатських гір сприяла до роздумів про силу Творця. Крім того, під час випасання овець, Клеопа багато читав — відомо, що він напам'ять знав багато місць Священного Писання, житій святих угодників і святоотцівської спадщини, постанови Вселенських і Помісних Соборів, тощо. Багато молитов він також читав по пам'яті — це кілька акафістів, і канонів, що читаються щодня.
Час минав, і незабаром монах став одним з найдосвідченіших духівників Румунії. Його красномовні проповіді були багаті на біблійні цитати і твори святих, що допомагало доносити простому народу важливі істини.
У 1942 році молодого ченця без священницького сану, в зв'язку з важкою хворобою ігумена, призначають тимчасово керуючим Сіхастрійським монастирем. У 1945 році, в короткий термін Клеопа приймає дияконський і священницький сан і стає ігуменом обителі. За чотири роки, новий настоятель звів келії, зимовий храм, відродив колишні келії, здійснив кілька місіонерських поїздок. Число ченців в його обителі зросла до 80 осіб.
У 1947 році в Румунії, яка програла у Другій світовій війні, за допомогою Радянського Союзу встановилася комуністична влада. Як і в СРСР, почався період боротьби з релігією. Один за іншим закривали монастирі, духовенство всіх рівнів, чернецтво та віруючих заарештовували, катували і розстрілювали.
Сіхастрійському монастирю, через своє розташування в високогір'ї, пощастило — його не чіпали. Ієромонах Клеопа став мати ще більший вплив на румунів, а його гарячі проповіді підтримували віру співвітчизників в такий складний час. Усвідомивши всю небезпеку обителі і її ігумена, комуністи шукали спосіб захистити їх від людей. У травні 1948 року Ієромонаха Клеопу заарештовують і саджають у в'язницю, де він провів без їжі і пиття п'ять днів. Після звільнення, ігумен зник в горах, де жив в хатині, щодня молячись Ісусу Христу і Його Матері. Літургії батюшка служив на пні перед хатиною.
У 1949 році він оселився в монастирі Слатіна, де прожило три десятка ченців. Пастирський і місіонерський досвід дозволили йому працювати на ниві освіти і Євангелії. До нього за порадами приходили абсолютно всі — люди похилого віку і молодь, селяни і освічені, здорові і хворі. В цей же час, з благословення правлячого архієрея, отець Клеопа починає опікуватися кількома монастирями регіону.
У 1952 році був другий нетривалий арешт, після якого ігумен знову змушений був жити в горах поруч з дикими звірами.
У 1956 році повертається в рідний монастир Сіхастрія. В цей же час в Румунії почалася важка епоха гоніння на православ'я, яка тривала до 1964 року. За розпорядженням уряду, 4 тисячі ченців у віці до 55 років (чоловіки) і до 50 (жінки) насильно були виселені з обителей. Ігумен Клеопа знову йде в гори, де багато часу приділяє молитві, а також пише свої відомі настанови до духовного життя.
У 1964 році ігумен повертається в свій монастир і продовжує свої місіонерські праці. Серед них написання проповідей, послань, посібників й ін. духовної і богословської літератури. Будучи самоучкою, досконало вивчив Святе Письмо і твори отців Церкви, що дозволило йому вже в жовтні 1954 року письмово звернутися до насельників монастиря Владімірешті (рум. Scrisoare câtre Sfântă Mănăstire Vladimireşti) на захист канонів і догматів Святої Церкви, проти різних їх спотворень в повсякденній практиці. Найбільш відомі 50 проповідей для ченців (рум. Urcuş spre înviere: Predici duhovniceşti. Iaşi, 1992), написані Клеопою в 1961—1962 рр. і видані в друкарні митрополії Молдови і Буковини. Проповіді були переведені грецькою мовою і видані в Салоніках.
У той час, коли Церква отримала невелику свободу, в монастир потягнулися паломники. Освічений отець Клеопа закликав віруючих триматися в істинній вірі, а також регулярно сповідатися, причащатися, молитися і надавати всіляку допомогу бідним. За молитвами самого старця Господь зціляв безнадійно хворих.
З 1965 року ігумен Клеопа почав писати проповіді, настанови і корисні для душі послання для ченців і мирян. Ряд робіт носили апологетичний характер, проти сект що виникли в країні. Є багато розповідей, призначених для дітей. Його багаторічні письмові праці увійшли в велике книжкове зібрання. Оскільки старця знали далеко закордоном, то багато праць були переведені на десяток мов.
В останній період життя день подвижника був розбитий на три рівні частини: 1 — молитва і короткий відпочинок, 2 — читання святих отців і написання своїх творів, 3 — прийом учнів і прихожан.
Останнє 20-річчя свого життя ігумен молився по 14—15 годин. До молитовного правила він щодня додавав від трьох до чотирьох сотень поклонів.
Твори Клеопи включалися в різні збірники. Так, в 1984 році в книгу під редакцією архим. Іоанникія (Бела) «Духовні бесіди» (Convorbiri duhovniceşti. [Chişinău; Huşi], 1984. Vol. 1), видання Романської і Калуської єпископії, увійшли 10 бесід старця.
Старець був міцний здоров'ям, але все ж арешти і життя в горах давали про себе знати — на восьмому десятку років отець Клеопа став швидко втомлюватися. З 1985 року в священника загострилися ряд серйозних захворювань.
Останні кілька місяців священник Клеопа повторював, що скоро відійде до Бога, і за день до смерті повідомив одному з учнів, що вже завтра піде в інший світ. Провести в останню путь свого духівника з'їхалися тисячі віруючих. Люди плакали, але при цьому співали «Христос Воскрес!».

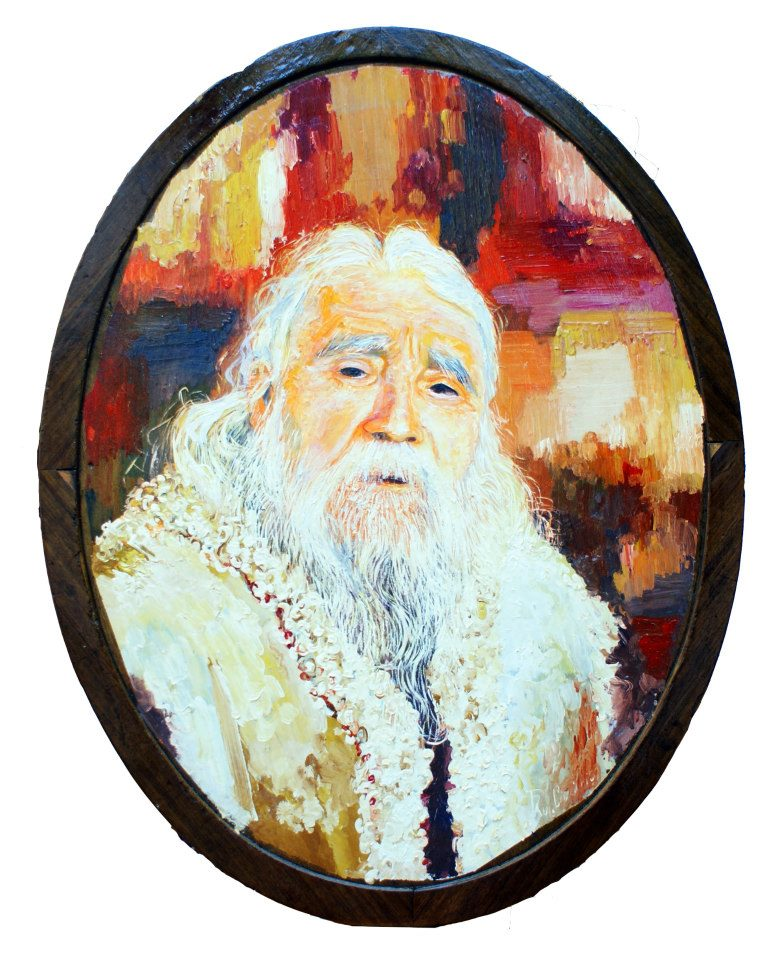

## Книги
- Нехай побачу всіх вас в раю
- Навчання серця мого
- Путівник по православній вірі
- Про сни і видіння[3]
- Цінність Душі[4]
- Cuvînt de lămurire. Bucur., 1955;
- Despre credinţa ortodoxă. Bucur., 1981;
- Predici la praznice împărăteşti şi sfinţi de peste an. [Chişinău; Huşi], 1986;
- Predici la Duminicile de peste an. [Chişinău; Huşi], 1990;
- Călăuză în credinţa ortodoxă. Galaţi, 1991;
- Valoarea sufletului. Galaţi, 1991;
- Αντιαιπετικοι δυαλογοι. Θεσσαλονικη, 1991;
- Despre vise şi vedenii. Bucur., 1993;
- Acatiste alcătuite de Arhimandritul Cleopa Ilie şi Ieroschimonahul Paisie Olaru. Iaşi, 1996;
- Opt cuvinte despre minunile lui Dumnezeu din zidiri. [Chişinău], 1996;
- Велики je бог: Разговори, поуке, бесиде / Прев. А. Бугарски. Београд, 2000;
- The Truth of Our Faith; Discourses from Holy Scripture on the Tenets of Christian Orthodoxy / Pref. archim. Joseph, Abbot of Xeropotamou Monastery; transl. from Greek and ed. P. A. Heers. Thessal.; L.; Ontario, 2000;
- Cum putem intra în Rai / Ed. arhim. Ioanichie (Bălan). Vânători-Neamţ, 2004.